# Fosfeto de cobalto(II)
Fosfeto de cobalto(II) é um composto inorgânico de fórmula química Co2P 